# Pleuromyoidea
Pleuromyoidea is een uitgestorven superfamilie uit de superorde Imparidentia.

## Families
- † Ceratomyidae (Arkell, 1934)
- † Pleuromyidae (Zittel, 1895)
- † Vacunellidae (Astafieva-Urbajtis, 1973)